# Kameńane
Kameńane (mac. Kameњaнe, alb. Kamjani) – wieś w Macedonii Północnej; 16 tys. mieszkańców (2006).